# لشکر ۹۲ زرهی اهواز

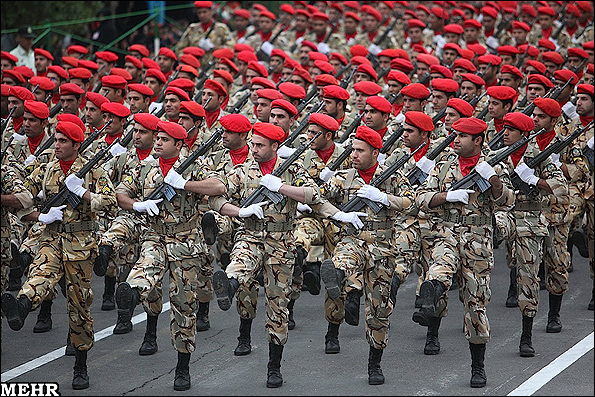
رژه نیروهای لشکر ۹۲ زرهی به‌مناسبت روز ارتش در سال ۱۳۹۱ در اهواز

لشکر ۹۲ زرهی اهواز یا لشکر ۹۲ زرهی خوزستان لشکر زرهی نیروی زمینی ارتش ایران است، که از نظر توان رزمی و نیروی‌انسانی، مجهزترین لشکر فعال در نیروهای مسلح ایران شمرده می‌شود. لشکر ۹۲ زرهی اهواز با در اختیار داشتن ۳۲ هزار نفر نیروی‌انسانی، ۶۴۵ عراده تانک، ۵۶۰ دستگاه نفربر زرهی، ۱۴۰ واحد توپخانه و ۱۵ فروند بالگرد، به‌عنوان بزرگترین یگان زرهی خاورمیانه و غرب آسیا شمرده می‌شود. ستاد فرماندهی لشکر ۹۲ زرهی در شهر اهواز قرار دارد. لشکر ۹۲ زرهی در طول جنگ ایران و عراق از یگان‌های رزمی فعال نیروی زمینی ارتش به‌شمار می‌آمد، که کلیه صحنه نبرد، در حوزه استحفاظی این لشکر شمرده می‌شد و در طول جنگ ۴ هزار و ۵۰۰ نفر از نیروهای این لشکر کشته شدند. هم‌اکنون سرتیپ‌دوم مهرداد امجدیان فرماندهی لشکر ۹۲ زرهی اهواز را برعهده دارد.

## تاریخچه

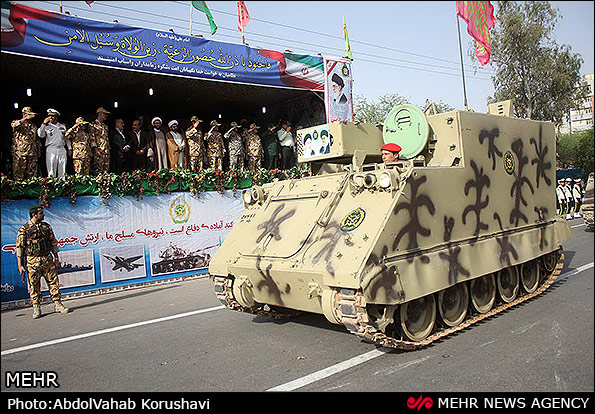
نفربر ام۱۱۳ در رژه لشکر ۹۲ زرهی به‌مناسبت روز ارتش در سال ۱۳۹۳

لشکر ۹۲ زرهی اهواز در دهه ۱۳۴۰ به‌عنوان یکی از یگان‌های زرهی مدرن توسط ارتش شاهنشاهی ایران و به‌عنوان زیرمجموعه‌ای از نیروی زمینی شاهنشاهی ایران تأسیس شد. این لشکر به‌دلیل استقرار در جنوب غربی کشور و نزدیکی به مرزهای عراق، از همان ابتدا مسئولیت‌های حساس دفاعی برعهده داشت. با بهره‌گیری از تجهیزات پیشرفته زرهی، همچون تانک‌های چیفتن و ام۶۰ پاتون، همچنین نیروی انسانی ماهر، این یگان به یکی از ستون‌های اصلی دفاعی ایران تبدیل شد.
با آغاز جنگ ایران و عراق در ۳۱ شهریور ۱۳۵۹، لشکر ۹۲ زرهی اهواز یکی از اولین یگان‌هایی بود که با تهاجم گسترده نیروهای مسلح عراق مواجه شد. این لشکر، با وجود غافلگیری اولیه، توانست با سازمان‌دهی سریع، جلوی پیشروی نیروی زمینی عراق را در بسیاری از مناطق راهبردی بگیرد. عملیات‌های دفاعی عمده این لشکر در خرمشهر، آبادان و دشت آزادگان انجام شد.
در جریان محاصره خرمشهر، لشکر ۹۲ زرهی اهواز، با وجود کمبود نیرو و تجهیزات، ایستادگی از خود نشان داد. نیروهای این لشکر در کنار دیگر یگان‌های ارتش و بخش کوچکی از نیروهای مردمی، با استفاده از تاکتیک‌های جنگی، مانع از تصرف سریع این شهر توسط نیروهای عراقی شدند. هر چند خرمشهر در نهایت سقوط کرد، اما مقاومت لشکر ۹۲ در این نبرد، زمان ارزشمندی برای بازسازی خطوط دفاعی ایران فراهم کرد.
لشکر ۹۲ زرهی همچنین در عملیات‌های آفندی همچون عملیات بیت‌المقدس (آزادسازی خرمشهر)، عملیات فتح‌المبین و عملیات رمضان نقش تعیین‌کننده‌ای ایفا کرد. در این عملیات‌ها، توان زرهی و تحرک سریع این لشکر به‌طور مؤثری برای شکستن خطوط یگان‌های عراقی و آزادسازی مناطق اشغالی به کار گرفته شد.
پس از پایان جنگ، لشکر ۹۲ زرهی اهواز به‌عنوان یک نیروی واکنش سریع در منطقه جنوب غرب کشور باقی ماند. این لشکر علاوه بر مأموریت‌های دفاعی، در فعالیت‌های امدادی و خدمات‌رسانی به مناطق آسیب‌دیده نیز مشارکت داشته است.
لشکر ۹۲ زرهی به‌دلیل استقرار در جنوب غرب ایران و نزدیکی به مرز عراق، مسئولیت حفاظت از مناطق وسیعی از استان خوزستان را برعهده دارد. این امر باعث شده تا از نظر منطقه تحت پوشش، یکی از یگان‌های بزرگ و پراهمیت در نیروهای مسلح ایران باشد.

## جنگ ایران و عراق

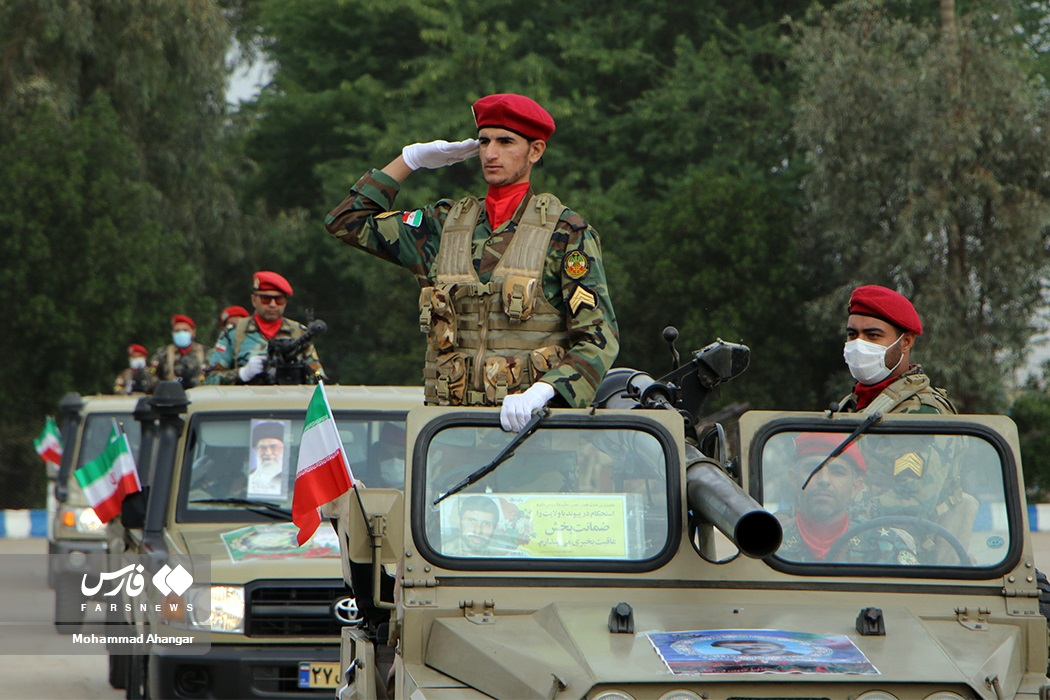
رژه ستون خودرویی لشکر ۹۲ زرهی خوزستان به‌مناسبت روز ارتش در سال ۱۴۰۱، اهواز

پس از شدت‌گرفتن اختلافات ایران و عراق به‌ویژه درگیری‌های مرزی در سال‌های ۱۳۵۸ تا ۱۳۵۹ و افزایش احتمال عملیات آفندی نیروهای مسلح عراق به داخل خاک ایران در ۱۵ شهریورماه ۱۳۵۹ نیروی زمینی ارتش ایران یک طرح عملیاتی پدافندی به نام طرح ابوذر تهیه کرد، سپس لشکر ۹۲ زرهی نیز بر مبنای طرح فوق، طرح پدافندی حر را تهیه نمود که بر پایه آن تیپ ۲ زرهی دزفول در منطقه شمالی (محورهای فکه-شوش، شرهانی-عین‌خوش و محورهای بیات و چیلات)، تیپ ۳ زرهی در منطقه میانی (محور چذابه-بستان-اهواز) و تیپ ۱ زرهی در منطقه جنوبی (طلاییه تا شلمچه) مسئولیت پدافند در مقابل یگان‌های نیروی زمینی عراق را یافتند.
در ابتدای جنگ ایران و عراق، لشکر ۹۲ زرهی اهواز مورد هجوم ۶ لشکر از نیروی زمینی عراق قرار گرفت، که در پی آن، تجهیزات و نیروی انسانی آن آسیب جدی دید. در طول سال‌های جنگ، این لشکر در اغلب عملیات‌های گسترده انجام‌شده توسط نیروهای مسلح ایران، به‌همراه ۶ تیپ زیرمجموعه خود حضور داشت. در خلال جنگ، تیپ ۱ در غرب خرمشهر، تیپ ۲ در جنوب اهواز، تیپ ۳ در غرب دزفول، تیپ ۴ در غرب اهواز، تیپ ۵ مکانیزه در اندیمشک و تیپ ۶ توپخانه در شلمچه مستقر بودند. در طول جنگ ایران و عراق بیش از ۴ هزار و ۵۰۰ نفر از اعضای لشکر ۹۲ زرهی خوزستان کشته شدند.

## سازمان
قرارگاه تاکتیکی لشکر ۹۲ زرهی در محدوده شهر اهواز قرار دارد و ۳ تیپ فعال تابعه در اختیار دارد، که در حین نبرد نیز می‌تواند ۳ تیپ دیگر را سازماندهی کند. تیپ‌های فعال این لشکر در شهرهای اهواز، دزفول، دشت آزادگان مستقر می‌باشند:

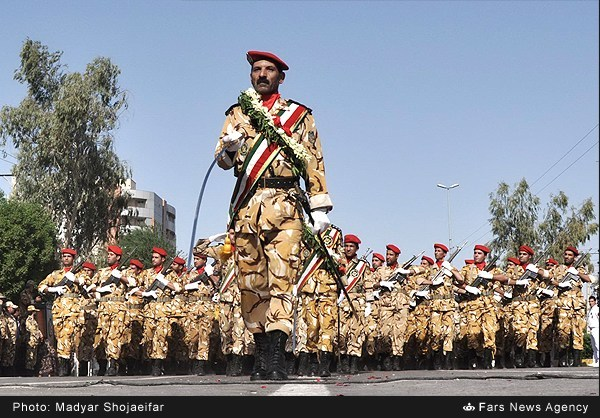
رژه سربازان قرارگاه عملیاتی لشکر ۹۲ زرهی در سال۱۳۹۳، اهواز

- تیپ ۱۹۲ زرهی در شرق اهواز
- تیپ ۲۹۲ زرهی در دزفول
- تیپ ۳۹۲ زرهی در دشت آزادگان
- تیپ ۴۹۲ مکانیزه در غرب اهواز
- تیپ ۵۹۲ مکانیزه در اندیمشک
- تیپ ۶۹۲ توپخانه در شلمچه

## نگارخانه

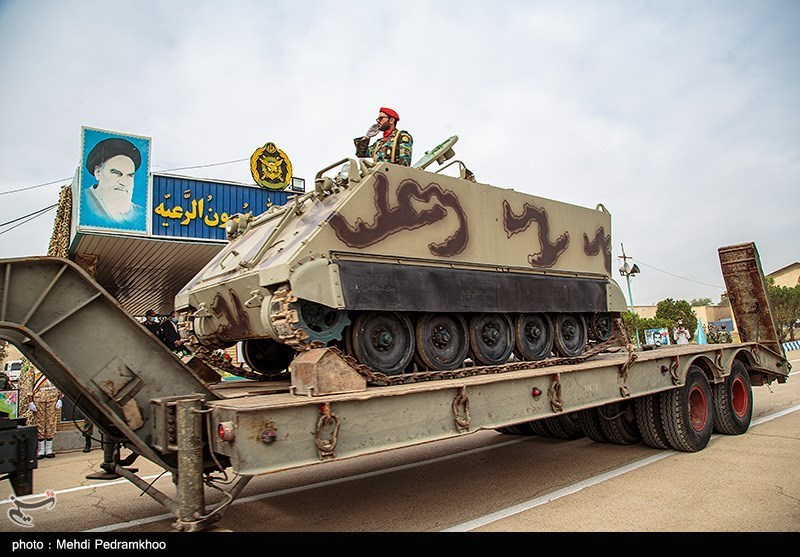
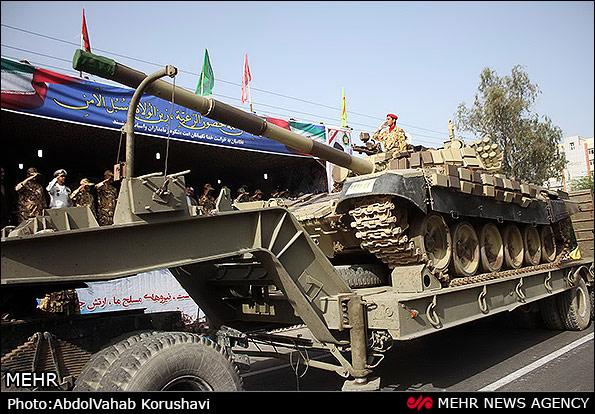
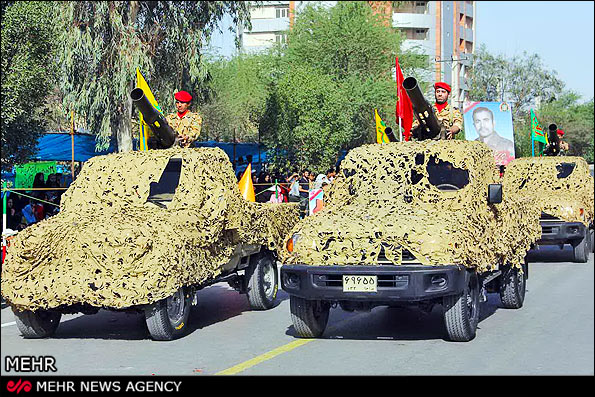
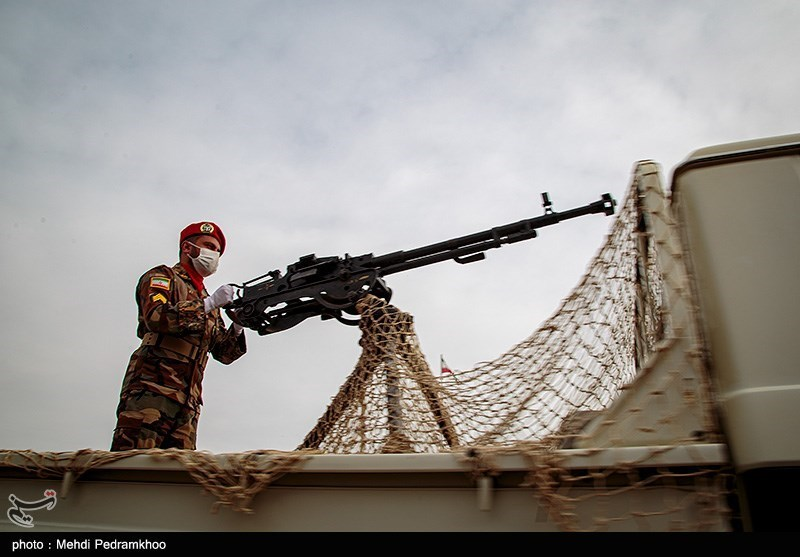
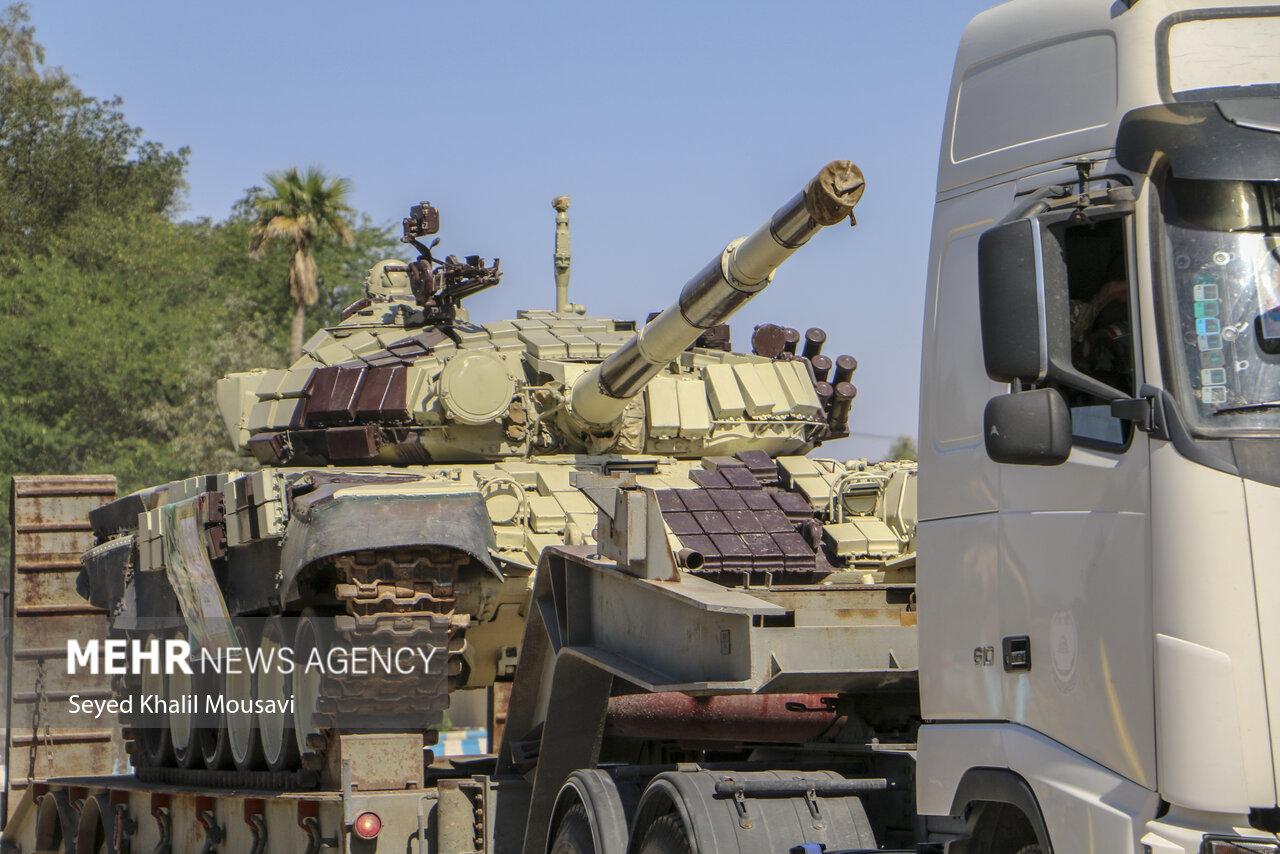
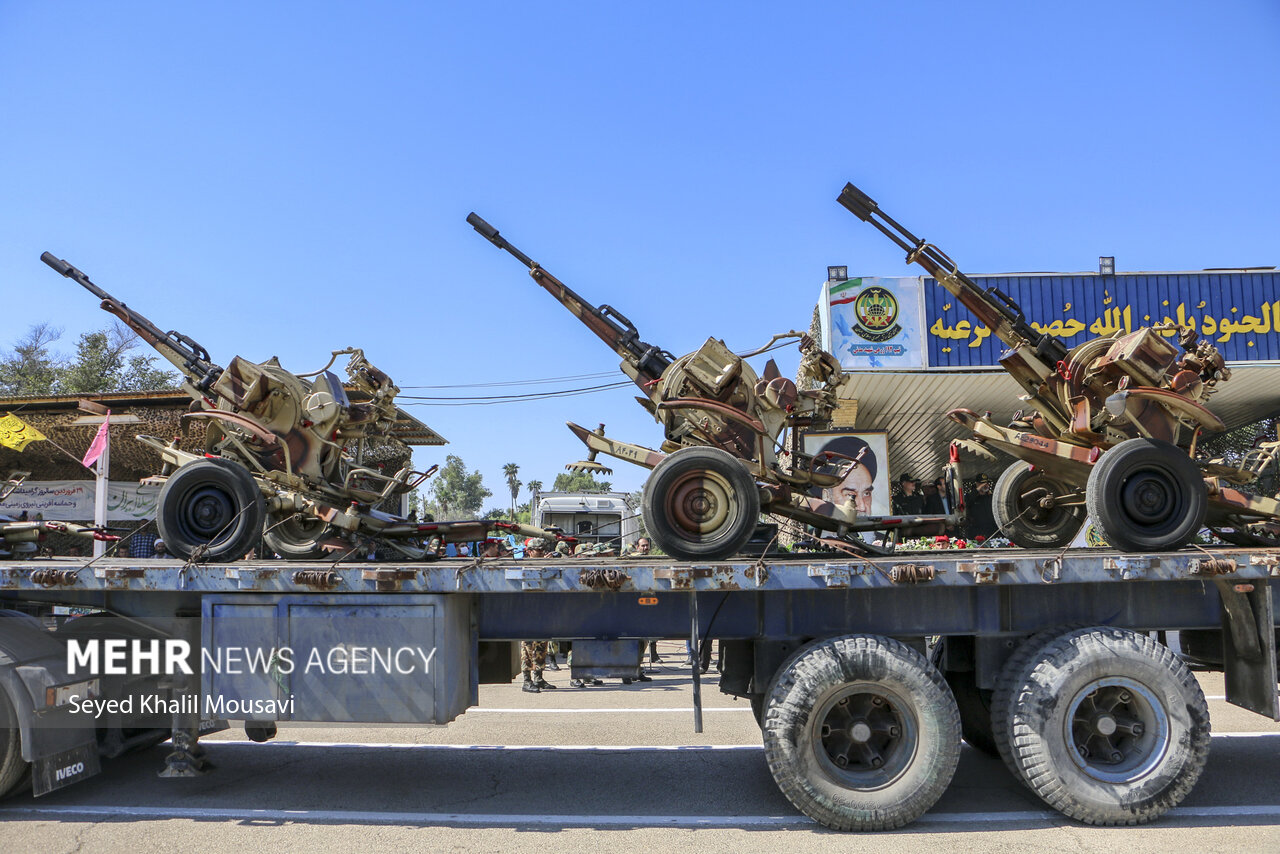
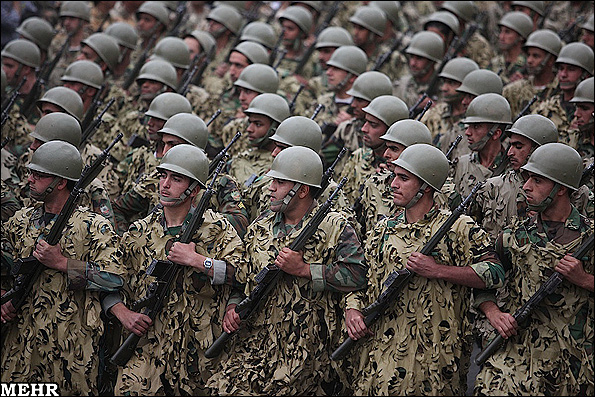
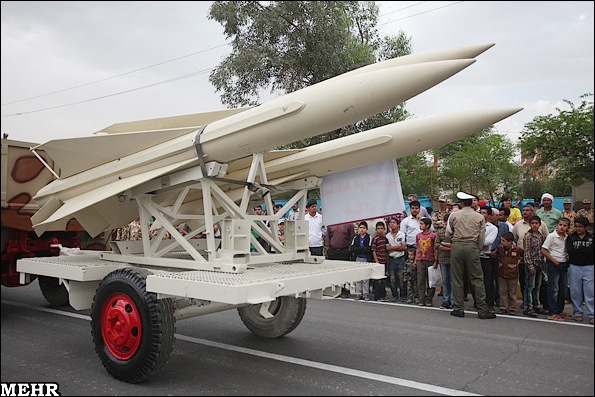
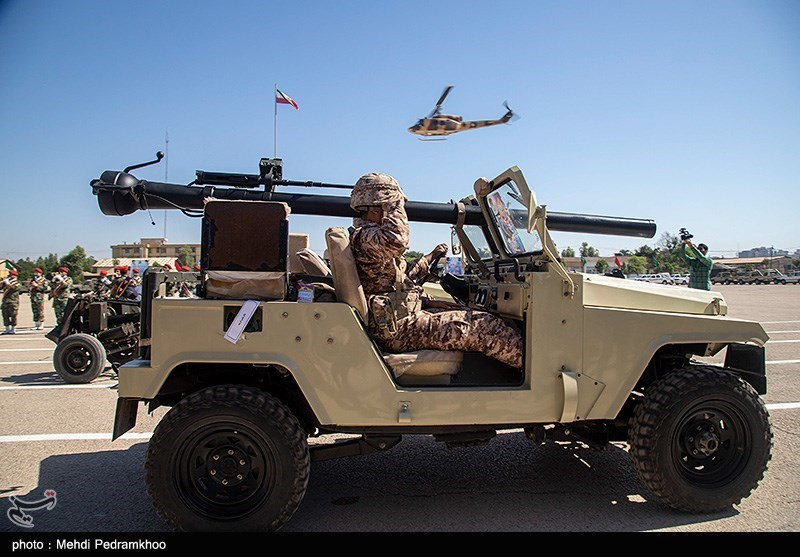
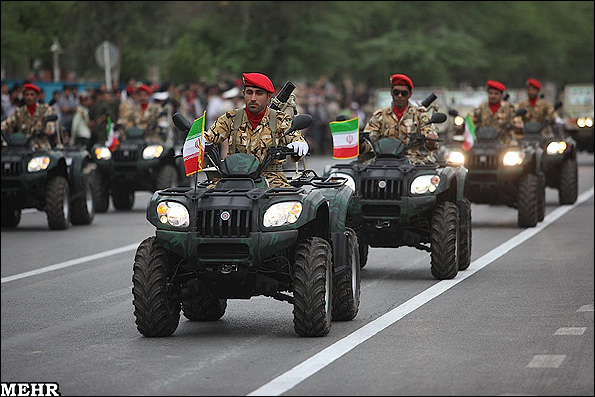
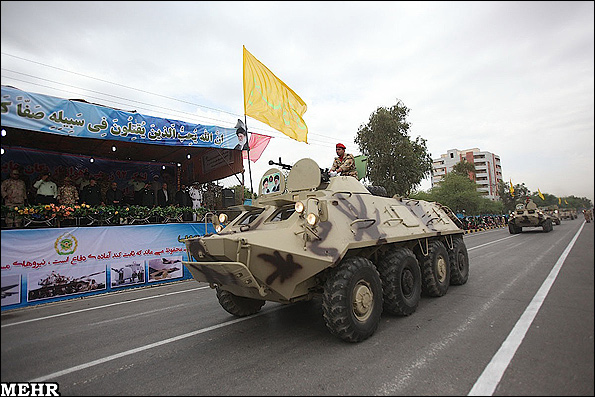
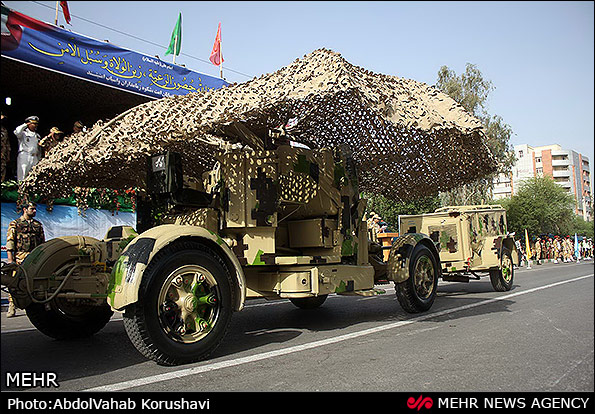
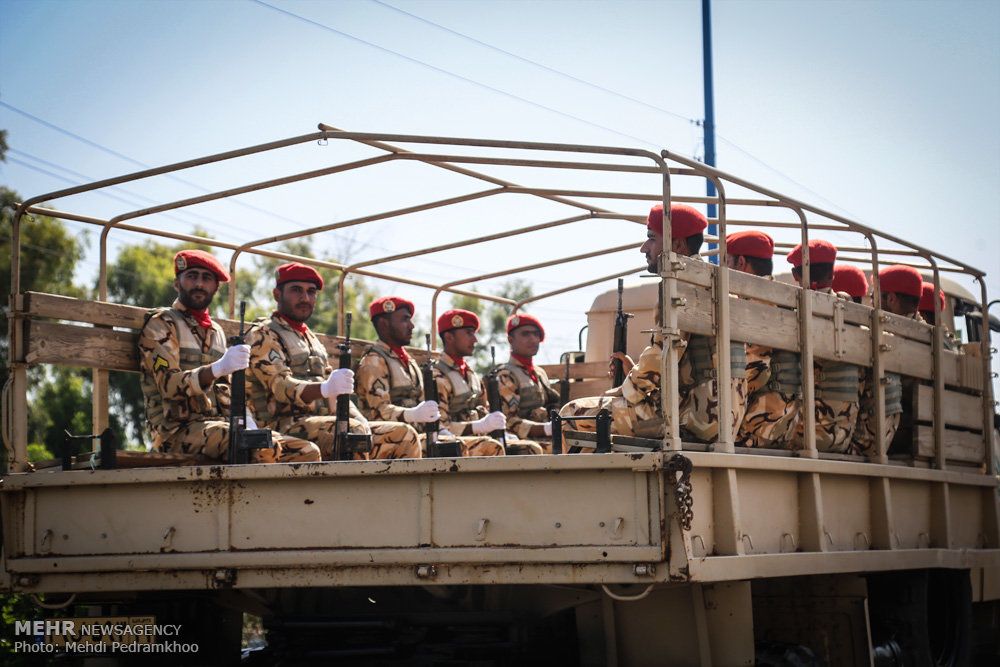
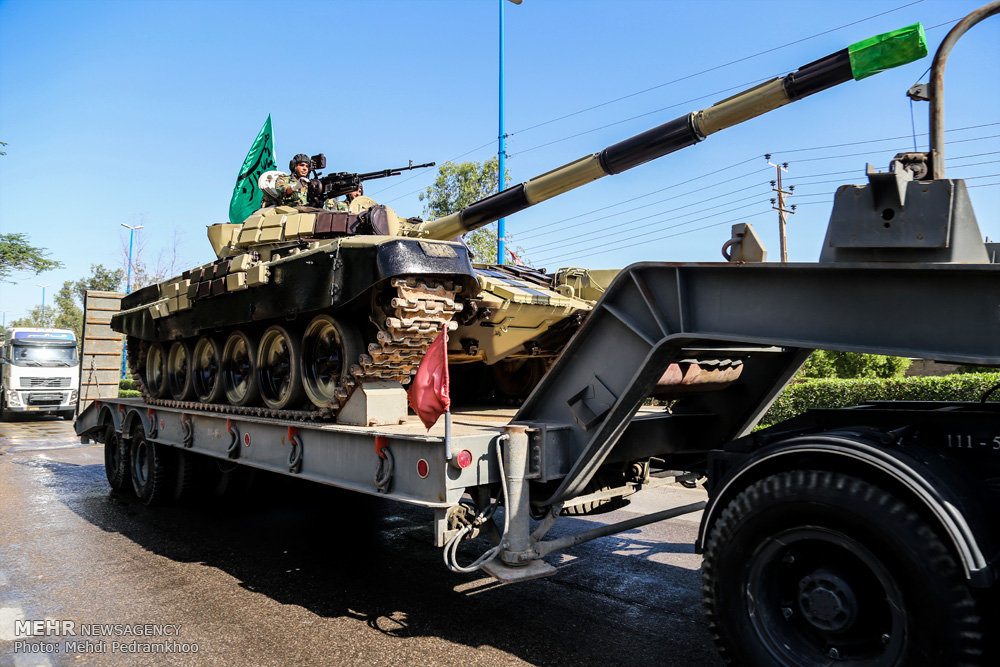
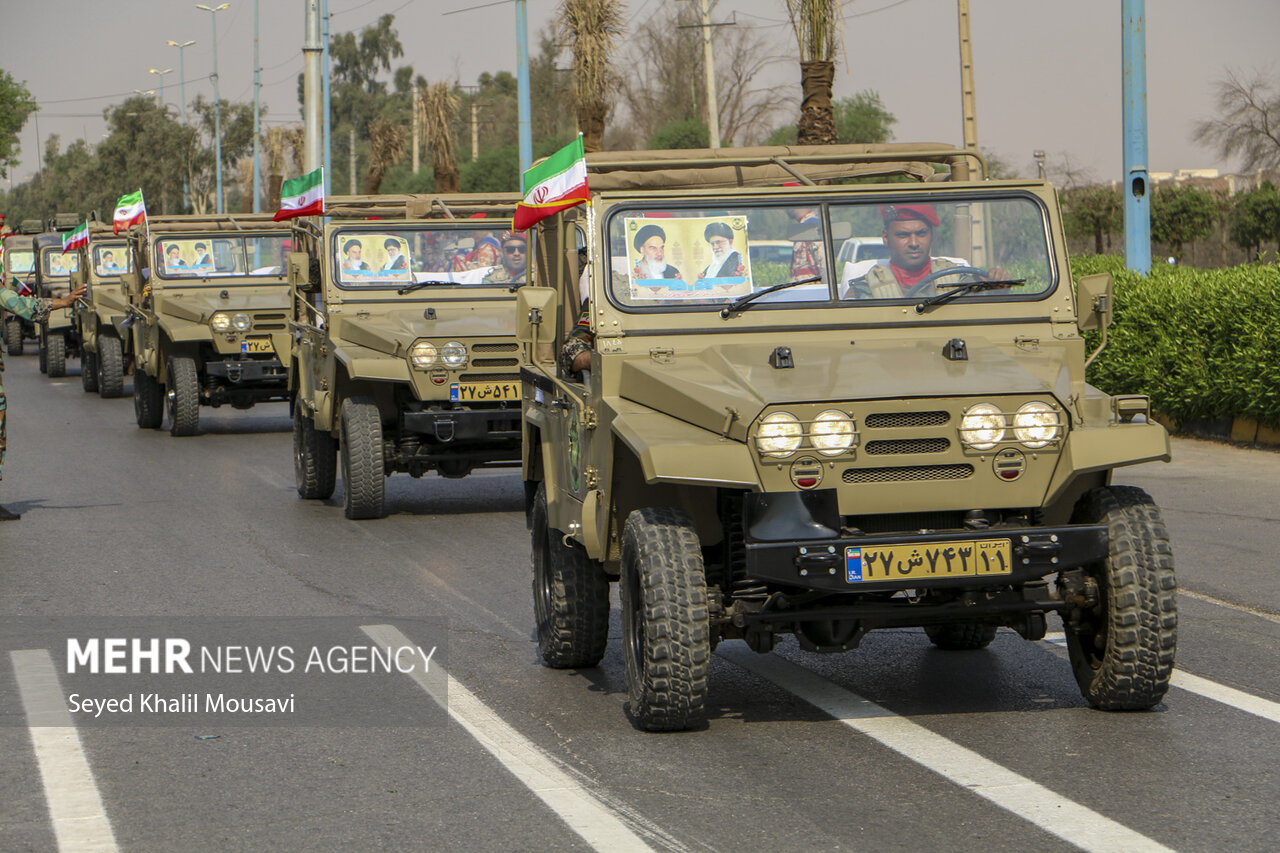

## تجهیزات
لشکر ۹۲ زرهی شامل چندین تیپ زرهی، مکانیزه، و توپخانه‌ای است. این یگان دارای انواع تانک‌ها، نفربرهای زرهی و توپخانه‌های سنگین بوده که در زمان تأسیس، از پیشرفته‌ترین تجهیزات نظامی آن دوران شمرده می‌شدند. پس از پایان جنگ ایران و عراق، این لشکر بازسازی و تجهیز مجدد شد و امروز نیز به‌عنوان یکی از یگان‌های کلیدی ارتش در منطقه جنوب غرب ایران فعالیت می‌کند.
قرارگاه تاکتیکی لشکر ۹۲ زرهی اهواز هم‌اکنون بیش از ۳۲ هزار نفر نیروی فعال در اختیار دارد.
- ۶۴۵ عراده تانک
- ۵۶۰ دستگاه نفربر زرهی
- ۱۴۰ واحد توپخانه
- ۱۵ فروند بالگرد (۳ اسکادران)[۱۷]